# Styloxus lucanus
Styloxus lucanus är en skalbaggsart som beskrevs av Leconte 1873. Styloxus lucanus ingår i släktet Styloxus och familjen långhorningar. Inga underarter finns listade i Catalogue of Life.